# Warren Winslow
Warren Winslow, född 1 januari 1810 i Fayetteville, North Carolina, död där 16 augusti 1862, var en amerikansk demokratisk politiker. Han var North Carolinas guvernör 1854–1855 och ledamot av USA:s representanthus 1855–1861.
Winslow utexaminerades 1827 från University of North Carolina at Chapel Hill, studerade sedan juridik och inledde sin karriär som advokat i Fayetteville. År 1854 tillträdde han som talman i North Carolinas senat. I den egenskapen tillträdde han som guvernör i december 1854 i samband med David Settle Reids avgång. Han innehade ämbetet fram till 1 januari 1855 då Thomas Bragg tillträdde som guvernör. Efter den kortvarigaste ämbetsperioden för en guvernör i North Carolinas historia satt Winslow i USA:s representanthus fram till år 1861. I början av amerikanska inbördeskriget tjänstgjorde Winslow som medarbetare åt guvernör John Willis Ellis.
Winslow avled 52 år gammal år 1862 och gravsattes på Cross Creek Cemetery No. 1 i Fayetteville.